# Красний Холм (Новокузнецький район)
Кра́сний Холм (рос. Красный Холм) — селище у складі Новокузнецького району Кемеровської області, Росія. Входить до складу Загорського сільського поселення.

## Населення
Населення — 4 особи (2010; 2 у 2002).
Національний склад (станом на 2002 рік):
- росіяни — 100 %